# Aletris

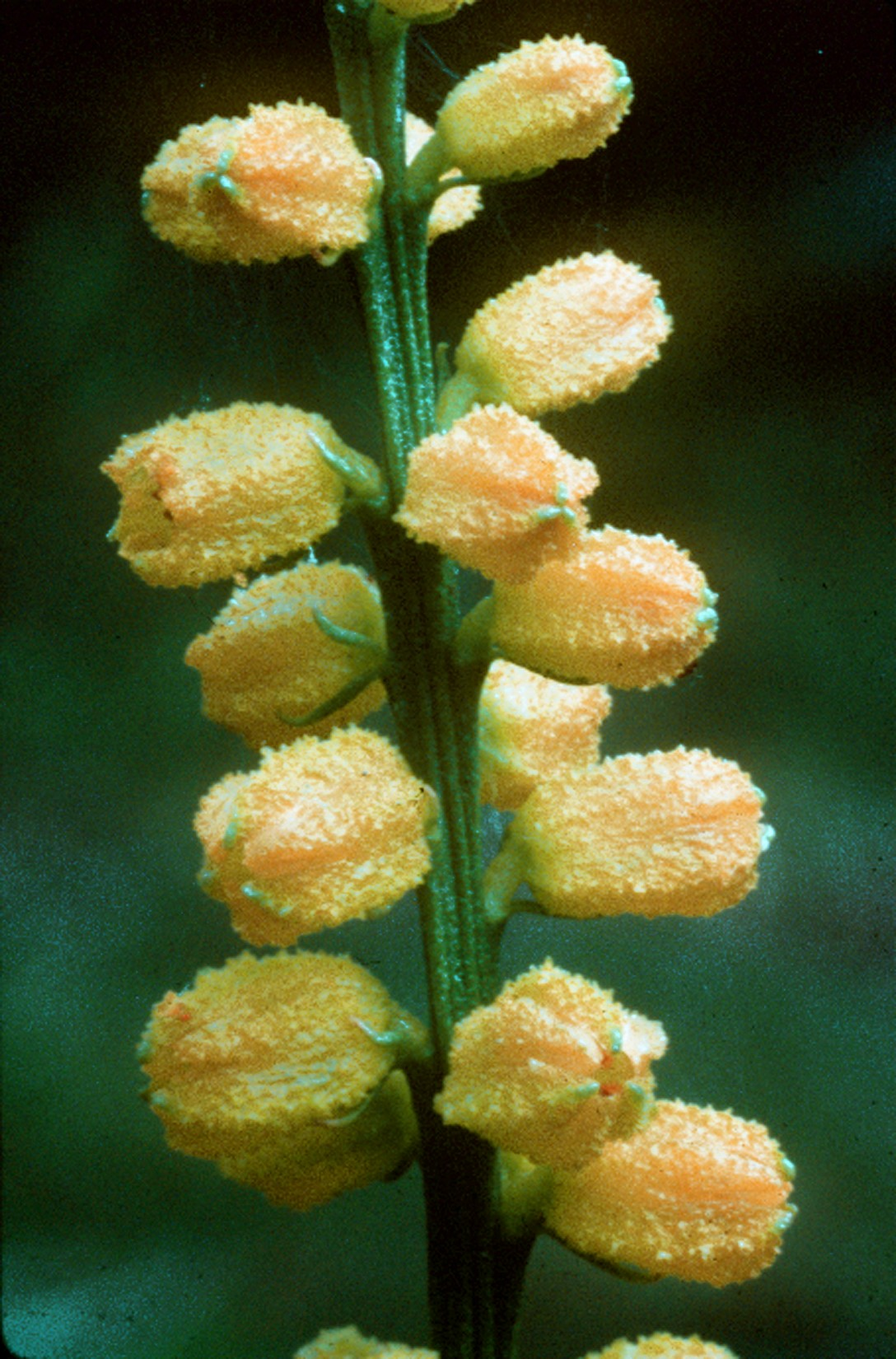
Kwiatostan Aletris aurea

Aletris L. – rodzaj wieloletnich, skrytopączkowych roślin zielnych z rodziny łomkowatych (Nartheciaceae), obejmujący 23 gatunki i 1 mieszańca, występujące w Azji, na obszarze od Chin do Japonii i zachodniej Azji Południowo-Wschodniej, oraz we wschodniej Ameryce Północnej i na Bahamach.
Nazwa naukowa rodzaju pochodzi od greckiego słowa αλετρις (aletris), którym określano niewolnice odpowiedzialne za mielenie ziaren zbóż na mąkę, i odnosi się do mączystej tekstury okwiatu.

## Morfologia
ŁodygaPodziemne kłącze, krótkie, rzadko bulwokształtne.
LiścieLiście odziomkowe tworzące różyczkę liściową, o blaszce wąsko równowąskiej do lancetowatej, odwrotnie lancetowatej, lancetowato-eliptycznej lub eliptycznej, płaskie, skórzaste.
KwiatyKwiaty 6-pręcikowe, obupłciowe, zebrane w grono wyrastające na głąbiku o długości 20–100 cm, zwykle z kilkoma drobnymi podsadkowatymi liśćmi. Kwiaty osadzone na krótkiej szypułce, otoczone przez 2 szydłowate podkwiatki różnej wielkości. Okwiat pojedynczy, 6-listkowy, biały, żółty lub złotopomarańczowy, cylindryczny, dzwonkowaty lub odwrotnie jajowaty, odosiowo szorstki. Pręciki o nitkach przylegających do okwiatu i podługowato-lancetowatych główkach, dłuższych od nitek. Zalążnie trójkomorowe, wielozalążkowe, u nasady zrośnięte z okwiatem, zakończone potrójnie rozgałęzioną szyjką słupka.
OwoceDzióbkowate torebki. Nasiona bursztynowe, głęboko rowkowane, eliptyczne do jajowatych, o długości 0,5–0,8 mm.

## Systematyka
Pozycja rodzaju według APW (aktualizowany system APG IV z 2016)Rodzaj należy do rodziny łomkowatych (Nartheciaceae), w rzędzie pochrzynowców (Dioscoreales) w obrębie kladu jednoliściennych (monocots).
Gatunki
- Aletris alpestris Diels
- Aletris aurea Walter
- Aletris bracteata Northr.
- Aletris capitata F.T.Wang & Tang
- Aletris cinerascens F.T.Wang & Tang
- Aletris farinosa L.
- Aletris foliata (Maxim.) Makino & Nemoto
- Aletris foliolosa Stapf
- Aletris foliosa (Maxim.) Bureau & Franch.
- Aletris glabra Bureau & Franch.
- Aletris glandulifera Bureau & Franch.
- Aletris gracilis Rendle
- Aletris laxiflora Bureau & Franch.
- Aletris lutea Small
- Aletris megalantha F.T.Wang & Tang
- Aletris nana S.C.Chen
- Aletris obovata Nash
- Aletris pauciflora (Klotzsch) Hand.-Mazz.
- Aletris pedicellata F.T.Wang & Tang
- Aletris scopulorum Dunn
- Aletris spicata (Thunb.) Franch.
- Aletris stenoloba Franch.
- Aletris yaanica G.H.Yang

Mieszańce
- Aletris ×tottenii E.T.Br. – A. lutea × A. obovata

## Zastosowanie
Rośliny z gatunku Aletris farinosa znajdują zastosowanie jako rośliny lecznicze. Są bardzo gorzkie. W małych dawkach działają tonizująco, pobudzają czynności wydzielnicze żołądka oraz ułatwiają trawienie. W dużych dawkach wykazują działanie wymiotne i przeczyszczające, a także lekko psychoaktywne. Kłącze tych roślin zawiera saponiny, w tym diosgeninę, olejki eteryczne i żywicę. Zwane „korzeniem jednorożca” (unicorn root) stanowiło istotny składnik popularnego w XIX wieku i stworzonego przez Lydię Pinkham „toniku kobiecego” (women's tonic), używanego w czasie przekwitania i bolesnych menstruacji.